# Cymus coriacipennis
Cymus coriacipennis är en insektsart som först beskrevs av Carl Stål 1859.  Cymus coriacipennis ingår i släktet Cymus och familjen Cymidae. Inga underarter finns listade i Catalogue of Life.